# Sarah Law
Pour les articles homonymes, voir Law.
Pas d'image ? Cliquez ici

a Compétitions nationales et continentales officielles uniquement.

b Matchs officiels uniquement.
Dernière mise à jour le 31 mai 2025.
Sarah Law, née le 19 décembre 1994 à Édimbourg (Écosse), est une joueuse internationale écossaise de rugby à XV évoluant au poste de demi d'ouverture.

## Biographie
Sarah Law naît le 19 décembre 1994 à Édimbourg en Écosse.

En 2022, elle évolue en club aux Sale Sharks. Elle compte 52 sélections en équipe d'Écosse quand elle est retenue en septembre 2022 pour disputer la Coupe du monde en Nouvelle-Zélande sous les couleurs de son pays.
À l'automne 2023, elle remporte la première édition du WXV 2 avec l'équipe d'Écosse, dans la deuxième poule,.
En mai 2024, elle met un terme à sa carrière,.